# Stimmlose alveolare Affrikate
Der Begriff stimmlose alveolare Affrikate bezeichnet in der Phonetik und generell in der Linguistik die Affrikate [ts], deren beide Bestandteile stimmlos an den Alveolen, dem Zahndamm, gebildet werden. Die Spitze der Zunge geht bei der Bildung des Lautes an den Zahndamm. In der Phonetik wird die Frage, ob es sich bei Affrikaten um eigenständige Phoneme oder nur um eine Kombination anderer Phoneme handelt, je nach theoretischem Hintergrund unterschiedlich beantwortet und ist teilweise umstritten.
Im Deutschen erscheint die stimmlose alveolare Affrikate im Anlaut (z. B. Zahl, Zelle, Zug) im Inlaut (z. B. heizen, spreizen, Weizen) und im Auslaut (z. B. Fez, Glanz, Holz), also in allen möglichen Positionen. Sie wird entweder durch das Graphem ⟨z⟩ oder bei Silbengelenken durch ts (z. B. Rätsel) oder tz (z. B. Katze) schriftlich wiedergegeben.